# Scutellaria drummondii
Scutellaria drummondii är en kransblommig växtart som beskrevs av George Bentham. Scutellaria drummondii ingår i Frossörtssläktet som ingår i familjen kransblommiga växter.

## Underarter
Arten delas in i följande underarter:
- S. d. drummondii
- S. d. edwardsiana
- S. d. runyonii